# Peonía (medida de superficie)
Una peonía fue una medida de superficie, utilizada por los españoles, que se repartía entre los soldados de a pie que habían participado en la conquista de un territorio. Se suponía que era el terreno suficiente para mantener al soldado y su familia, por lo que no había unas medidas fijas, ya que dependían de la productividad de las tierras y del mérito del donado. La entrega estaba condicionada a que una vez instalados en ese lugar, se comprometieran en la defensa de la ciudad donde se habían establecido como vecinos. 
Durante la conquista de América, las tierras no ocupadas pasaban a depender de la Corona, que a su vez, mediante una Merced de Tierra, las repartía para favorecer el asentamiento de colonos. Al fundar una villa, se establecía, en primer lugar, el cabildo, que procedía al reparto de tierras, en peonías y caballerías. Una caballería, dependiendo del lugar, era de dos a cinco veces la peonía.
Así, se establecía:

"Porque nuestros vasallos se alienten al descubrimiento y población de las Indias y puedan vivir con la mayor comodidad y conveniencia que deseamos; es nuestra voluntad que se puedan repartir y repartan casas, solares, tierras, caballerías y peonías a todos los que fueren a poblar tierras nuevas en los pueblos y lugares que por el gobierno de la nueva población les fuesen señalados ... para que cuiden de la labranza y crianza."
Real Cédula de 18 de junio de 1513.

En 1573, una peonía la componía un solar para la casa de 50 X 100 pies, 100 fanegadas de tierra de cereales, tierras de huerto y tierras de pasto para el ganado de 10 cerdas, 20 vacas, 5 yeguas, 10 ovejas y 20 cabras.